# Проміжний комплекс Арреніуса
Проміжний комплекс Арреніуса (рос. промежуточный комплекс Аррениуса, англ. Arrhenius complex) — проміжний комплекс AKt у випадку каталітичної реакції, що описується схемою
A + Kt ⎯→ AKt (k1)
AKt ⎯→ A + Kt (k2)
AKt + B ⎯→ ABKt* (k3)
ABKt* ⎯→ C + Kt (k4)
Коли маємо нерівність k2 >> k3 то для швидкості нагромадження продукту С матимемо рівняння:
d[C]/dt =( k1 k3/ k2 ) [A][B][Kt],
швидкість каталітичної реакції в цьому випадку залежить від концентрації обох реактантів та каталізатора.